# Sarcophaga kohla
Sarcophaga kohla är en tvåvingeart som beskrevs av Johnston och Hardy 1923. Sarcophaga kohla ingår i släktet Sarcophaga och familjen köttflugor. Inga underarter finns listade i Catalogue of Life.